# Heathfield
Heathfield is een plaats en civil parish in het bestuurlijke gebied Wealden, in het Engelse graafschap East Sussex.

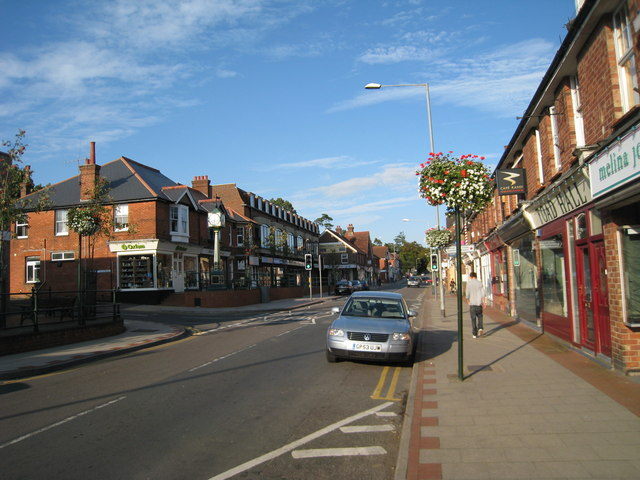
High Street
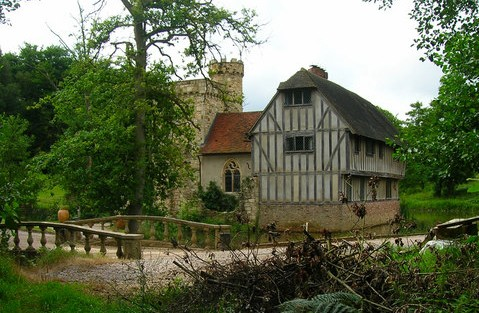
Braylsham Castle